# Безбарвний Цкуру Тадзакі та роки його прощі
«Безбарвний Цкуру Тадзакі та роки його прощі» (яп. 色彩を持たない多崎つくると、彼の巡礼の年, Сікісай во мотанай тадзакі цукуру то, каре но дзюнрей но тосі) — тринадцятий роман японського письменника Харукі Муракамі. Вийшов 12 квітня 2013 в Японії, де розійшовся тиражем в 1 мільйон примірників за перший місяць і став найбільш продаваною книгою Японії в 2013 році.

## Історія публікацій
16 лютого 2013 видавництво «Бунгейсюндзю» оголосило про майбутній вихід нового роману Харукі Муракамі в квітні того ж року. 15 березня було розкрито назву — «Безбарвний Цкуру Тадзакі та роки його прощі» і точна дата виходу — 12 квітня.
За перші одинадцять днів обсяг замовлень на Amazon.co.jp досяг 10 тисяч. Темпи продажу на сайті були рекордними — показник у 10 тис. було досягнуто на день раніше, ніж попередній роман письменника, 1Q84. Видавець підготував 300 000 книг у твердій палітурці — більше, ніж коли-небудь за всю історію компанії.
Черги у токійських магазинах, які починали продажу опівночі на 12 квітня, досягали 150 людей. До кінця першого дня продажу видавництво заявило, що додруковує ще 100 тис. примірників.

## Короткі відомості
«Цкуру Тадзакі» — це роман виховання з елементами магічного реалізму про минуле і сьогодення людини, яка намагається розібратися, чому її життя пішло шкереберть 16 років тому.
На початку 1990-х жив у Нагої молодий Цкуру, що був пристрасним шанувальником залізничних вокзалів. Цкуру був одним з п'ятірки нерозлучних друзів, куди входили ще два хлопчики і дві дівчинки, — кожен з яких, крім Цкуру, мав «кольорове» ім'я. Але одного разу в 1995 році, під час свого другого року навчання в Токійському університеті, друзі різко обірвали всі стосунки з ним. Причому зробили це без будь-яких пояснень, змусивши юнака сумніватися в собі як у  порожній безбарвній людині. Крім того, незабаром зникає і його університетський друг, що змусило Цкуру вважати себе приреченим на самотність.
Минуло 16 років. Живе в Токіо 36-річний інженер Тадзакі, що працює на залізничну компанію і будує станції. Його нова подруга Сара нарадила йому спробувати знайти своїх шкільних друзів і з'ясувати, чому вони відкинули його. У пошуках своїх старих друзів він відправляється в Наґою, а потім — у Фінляндію.
Рефреном через увесь роман проходить композиція Ференца Ліста «Ле маль дю пеї» (фр. Le Mal du Pays), що перекладається як «ностальгія», «меланхолія», «невимовна туга, що охоплює серце в чистому полі». Знайомить Цкуру з цим твором, у виконанні Лазара Бермана, його університетський друг Хайда, хоча ще в шкільні роки цю мелодію грала на піаніно Біла.

## Персонажі

### Головні герої
- Цкуру Тадзакі (яп. 多崎つくる) [Прізвище Та-дзакі можна перекласти як «скупчення скель». Ім'я Ц(у)куру — фонетичний омонім дієслова «робити, створювати, виробляти»] — головний герой роману, 36-річний інженер, який проектує залізничні станції;
- Кей Акама́цу (яп. 赤松 慶) [буквальне значення ієрогліфів «ака-мацу» — «червона сосна»] — шкільний друг Цкуру на прізвисько «Ака», тобто «Червоний». Був відмінником у школі;
- Йосьо Оу́мі (яп. 青海 悦夫) [буквальне значення ієрогліфів «про-умі», або «ат-умі» — «синє море»] — шкільний друг Цкуру на прізвисько «Ат», тобто «Синій». У молодості захоплювався спортом;
- Юдзукі Сіране́ (яп. 白根 柚木) [буквальне значення ієрогліфів «сіра-нє» — «білий корінь»] — шкільна подруга Цкуру на прізвисько «Сіро», тобто «Біла»;
- Ері Куро́но (яп. 黒埜 恵里) [буквальне значення ієрогліфів «коро-але» — «чорна пустка»] — шкільна подруга Цкуру на прізвисько «Коро», тобто «Чорна»;
- Сара́ Кімо́то (яп. 木元 沙羅) — дівчина Цкуру. Працює в турфірмі, живе в Токіо. На два роки старша за його;
- Фуміа́кі Ха́йда (яп. 灰田 文紹) [буквальне значення ієрогліфів «тік-так» — «сіре поле»] — університетський друг Цкуру, на два роки його молодше. Чудово вміє готувати.

### Другорядні персонажі
- Батько Хайди — працював університетським професором. В кінці 1960-х, під час студентських бунтів в Японії, він взяв академічну відпустку і став бродяжити. Працюючи в одному з гірських гарячих джерел він знайшов людину по імені Мідорікава, який повідав йому незвичайну історію;
- Мідоріка́ва (яп. 緑川, зелена річка) — талановитий джазовий піаніст з Токіо, «чоловік років сорока п'яти, довготелесий, коротке волосся, високий лоб»;
- Начальник станції — знайомий Цкуру, повідомивши йому кілька історій з життя метро;
- Сакамото — новачок на роботі Цкуру. Закінчив інженерний факультет університету Васеда. Мовчазний, похмурий, має довге лице. На думку Цкуру, з нього вийде талановитий інженер.
- Ольга — подруга Сари, співробітниця гельсінської туристичного агентства, яка допомогла Цкуру зорієнтуватися в новій країні;
- Едварт Хаатайнен — чоловік Чорної. Заробляє на життя гончарною справою. У нього своя дача на березі озера під містом Гямеенлінна, на північ від Гельсінкі, там він відпочиває з родиною кожне літо.
- Дочки Чорної — по 3 і 6 років; старша носить ім'я Юдзу, в пам'ять про Білу.

## Відгуки та критика
«Якщо ви читали хоча б один роман Муракамі, щось не здивуєтеся, дізнавшись, що розслідування при найближчому розгляді обернеться міражем. Сюжетні лінії, що здавалися важливими і багатозначними, обірвуться і повиснуть у повітрі, а головна інтрига просто піде в пісок без натяку на розгадку. Свідомо порушуючи канони жанру, загадуючи загадки - і не пропонуючи на них відповідей, письменник зовсім не обманює свого читача, але, навпаки, повністю виправдовує його очікування.»